# Colostygia austriacaria
Colostygia austriacaria là một loài bướm đêm trong họ Geometridae.